# 斯皮卡德 (密蘇里州)
斯皮卡德（英語：Spickard）是位於美國密蘇里州格蘭迪縣的城市。

## 人口
根據2020年美國人口普查的數據，斯皮卡德的面積為1.64平方千米，皆為陸地。當地共有人口222人，而人口密度為每平方千米135人。